# William J. Alban Sheehy
William J. Alban Sheehy (XIX secolo – XIX secolo) è stato un viaggiatore britannico.

Reminiscences of Rome, 1838-1840

Fu membro dell'Accademia dell'Arcadia. Descrisse la città di Roma in una raccolta di lettere dal titolo Reminiscences of Rome, sottotitolato  Or, a Religious, Moral, and Literary View of the Eternal City, un diario di viaggio nella forma di una raccolta di lettere a un amico in Inghilterra.

## Opere
- (EN) William J. Alban Sheehy, Reminiscences of Rome. 1, London, Jones, 1838. URL consultato il 4 maggio 2016.
- (EN) William J. Alban Sheehy, Reminiscences of Rome. 2, London, Jones, 1840. URL consultato il 4 maggio 2016.